# El Gonna
El Gonna (arabe : الغنة) est un site naturel situé dans le gouvernorat de Sfax, au sud de la Tunisie, et couvrant une superficie de 4 711,48 hectares. Il est classé comme une réserve naturelle en 2010.